# Gouvernement Clavijo I
 Îles Canaries
Rivero II Torres
Le gouvernement Clavijo I est le gouvernement des îles Canaries entre le 10 juillet 2015 et le 18 juillet 2019, durant la IXe législature du Parlement des Canaries. Il est présidé par Fernando Clavijo.

## Composition

### Initiale
| Fonction                                                                       | Titulaire | Titulaire                      | Parti |
| ------------------------------------------------------------------------------ | --------- | ------------------------------ | ----- |
| Président du gouvernement                                                      |           | Fernando Clavijo               | CC    |
| Vice-présidente Conseillère à l'Emploi, aux Politiques sociales et au Logement |           | Patricia Hernández Gutiérrez   | PSOE  |
| Conseiller à l'Économie, à l'Industrie, au Commerce et à la Recherche          |           | Pedro Ortega Rodríguez         | CC    |
| Conseiller à la Présidence, à la Justice et l'Égalité                          |           | Aarón Afonso González          | PSOE  |
| Conseillère aux Finances                                                       |           | Rosa Dávila Mamely             | CC    |
| Conseiller à la Santé                                                          |           | Jesús Morera Molina            | PSOE  |
| Conseillère à la Politique territoriale, à la Durabilité et à la Sécurité      |           | Nieves Lady Barreto Hernández  | CC    |
| Conseillère aux Travaux publics et aux Transports                              |           | Ornella Chacón Martel          | PSOE  |
| Conseillère à l'Éducation et à l'Enseignement supérieur                        |           | Soledad Monzón Cabrera         | CC    |
| Conseiller à l'Agriculture, à l'Élevage, à la Pêche et aux Eaux                |           | Narvay Quintero Castañeda      | CC    |
| Conseillère au Tourisme, à la Culture et aux Sports                            |           | María Teresa Lorenzo Rodríguez | CC    |

### Remaniement du5 janvier 2017
- Les nouveaux conseillers sont indiqués en gras, ceux ayant changé d'attributions en italique.

| Fonction                                                                  | Titulaire | Titulaire                                                                       | Parti |
| ------------------------------------------------------------------------- | --------- | ------------------------------------------------------------------------------- | ----- |
| Président du gouvernement                                                 |           | Fernando Clavijo                                                                | CC    |
| Vice-président Conseiller aux Travaux publics et aux Transports           |           | Pablo Rodríguez Valido                                                          | CC    |
| Conseillère à l'Emploi, aux Politiques sociales et au Logement            |           | Cristina Valido García                                                          | CC    |
| Conseiller à l'Économie, à l'Industrie, au Commerce et à la Recherche     |           | Pedro Ortega Rodríguez                                                          | CC    |
| Conseiller à la Présidence, à la Justice et l'Égalité                     |           | José Miguel Barragán Cabrera                                                    | CC    |
| Conseillère aux Finances                                                  |           | Rosa Dávila Mamely (jusqu'au 26/06/2019)                                        | CC    |
| Conseiller à la Santé                                                     |           | José Manuel Baltar Trabazo                                                      | CC    |
| Conseillère à la Politique territoriale, à la Durabilité et à la Sécurité |           | Nieves Lady Barreto Hernández (jusqu'au 21/06/2019)                             | CC    |
| Conseillère à l'Éducation et à l'Enseignement supérieur                   |           | Soledad Monzón Cabrera                                                          | CC    |
| Conseiller à l'Agriculture, à l'Élevage, à la Pêche et aux Eaux           |           | Narvay Quintero Castañeda                                                       | CC    |
| Conseiller au Tourisme, à la Culture et aux Sports                        |           | María Teresa Lorenzo Rodríguez (jusqu'au 01/08/2017) Isaac Castellano San Ginés | CC    |